# Self Winding Clock Company
La Self Winding Clock Company (SWCC, que en español significa compañía de relojes de cuerda automática) fue una de las principales manufacturas de relojes de cuerda accionada eléctricamente desde 1886 hasta aproximadamente 1970. Con sede en la ciudad de Nueva York, la compañía fue una de las primeras en recargar sus relojes mecánicos con un motor eléctrico, evitando que hubiera que darles cuerda manualmente.
Un mecanismo de reloj patentado rebobinaba automáticamente el resorte principal cada hora mediante un pequeño motor eléctrico. Un interruptor de contacto montado en el eje central del reloj se activaba después de que el reloj hubiera funcionado durante una hora, y rebobinaba el resorte principal una vuelta. El motor se alimentaba mediante pilas, que duraban aproximadamente un año.

## Historia
El movimiento del reloj de la Self Winding Clock Company fue patentado por uno de los fundadores de la compañía, Chester Henry Pond (1844-1912), en 1884 (Patente n.º 308.521). Pond también fue director de la Gamewell Fire Alarm-Telegraph Company, y era un consumado fabricante de instrumentos y pionero en el desarrollo de la electricidad. Diseñó un pequeño motor eléctrico y lo adaptó a un mecanismo de reloj convencional.
En 1886 patentó un dispositivo de corrección que utilizaba corriente eléctrica para activar una palanca mecánica unida al mecanismo del reloj. Este dispositivo de corrección desplazaba las manecillas del reloj con precisión (Patente n.° 339 688). Si el reloj no era absolutamente preciso, se corregía al recibir la señal horaria a través de una línea telegráfica desde un reloj maestro calibrado con el Observatorio Naval de los Estados Unidos. Esta corrección se conocía como sincronización, y muchos relojes SWCC contaban con esta opción.
La fábrica original de SWCC estaba ubicada en el número 205 de la avenida Willoughby en Brooklyn, Nueva York. Este emplazamiento se encontraba frente al Instituto Pratt y ahora forma parte del campus del Instituto Pratt. Charles Pratt (1830-1891), fundador del Instituto Pratt, fue también uno de los fundadores originales de SWCC, y la compañía comenzó a operar en sus edificios. La fábrica de SWCC permaneció en Brooklyn hasta que se trasladó al número 75 de la calle Varick, Nueva York, en algún momento de la década de 1950, aparentemente para dar cabida a la expansión del Instituto Pratt. Además de fabricar relojes en Brooklyn, la firma tuvo oficinas comerciales en varios lugares de la ciudad de Nueva York a lo largo de su dilatada historia.

## Movimientos de relojería

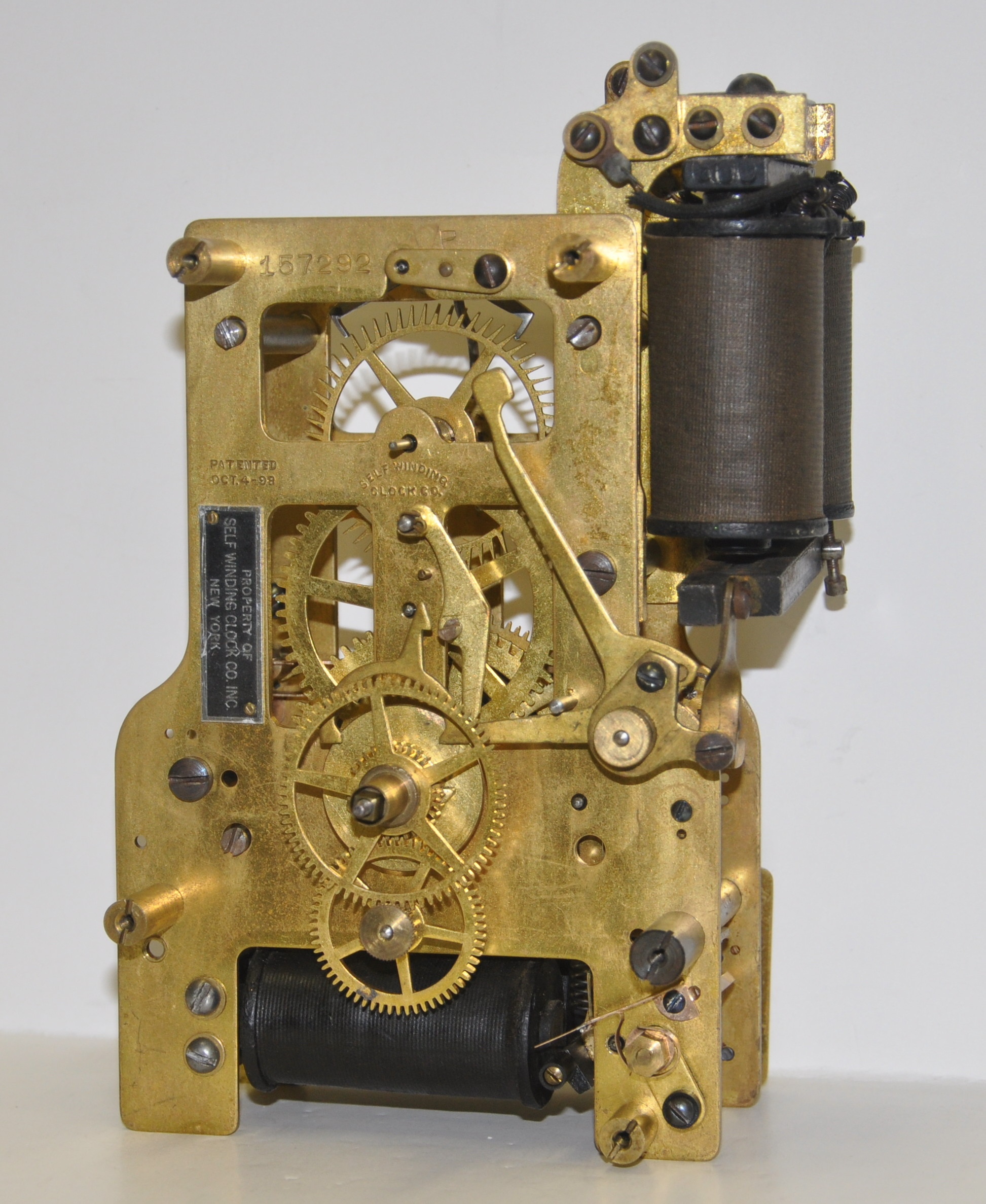
Movimiento vibrador Estilo F de SWCC

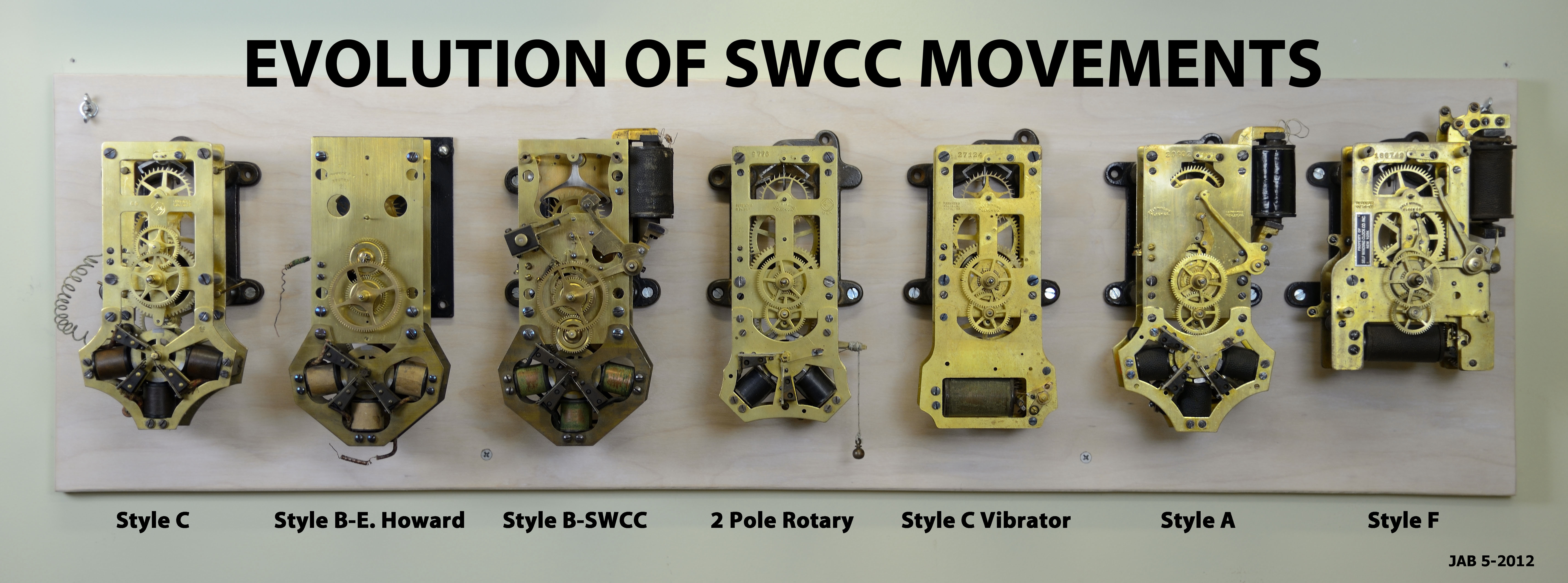
Siete estilos de movimientos de SWCC: desde los Estilos C y B de 1886 al Estilo F de 1898

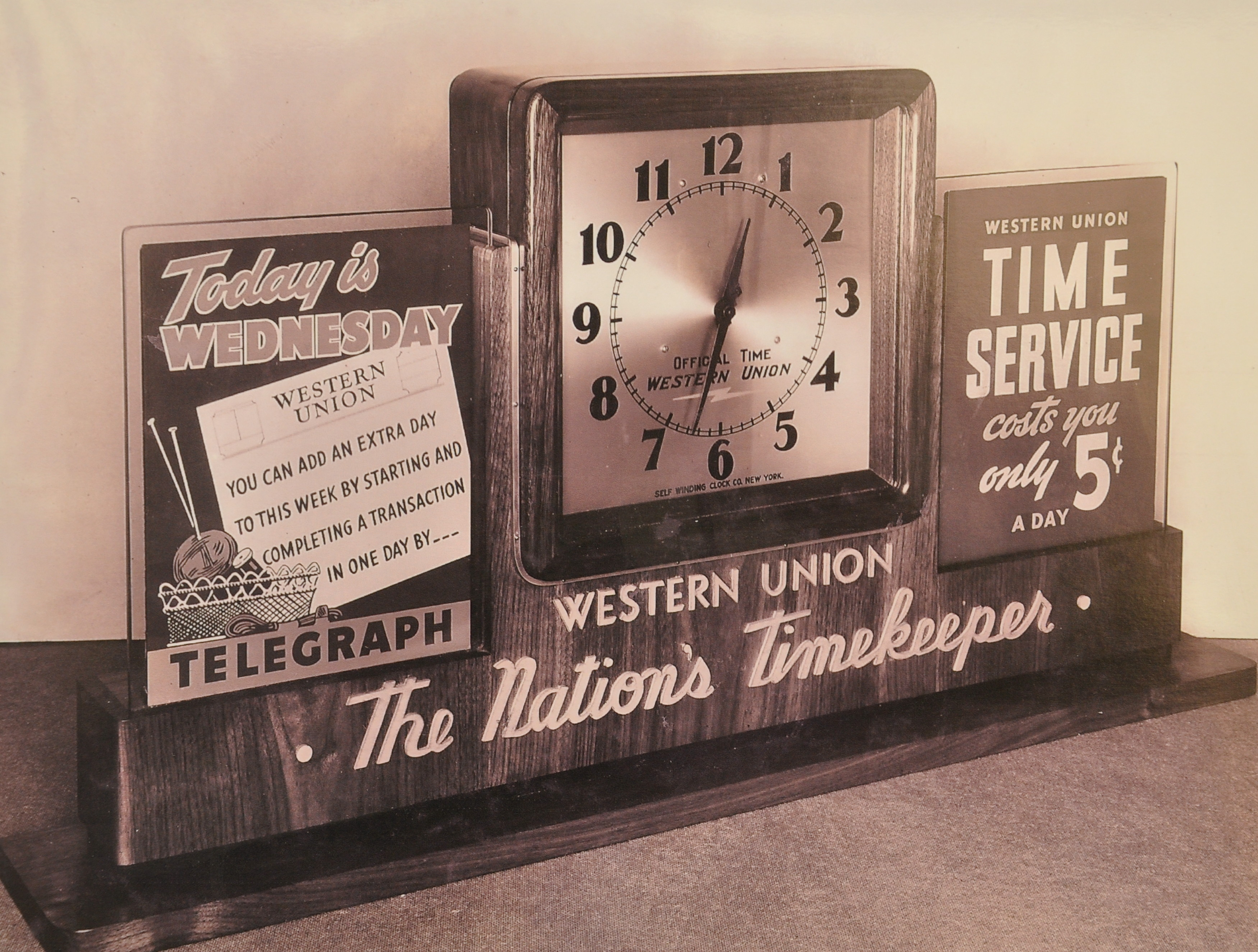
Reloj SWCC de la Western Union

Cuando la Self Winding Clock Company comenzó a producir relojes, la gran mayoría de los movimientos eran fabricados por la Seth Thomas Clock Company y el resto por la E. Howard & Co., cuyos movimiento de mayor calidad equipaban los relojes más caros. SWCC incorporaba sus componentes de cuerda motorizada y su mecanismo de sincronización a los movimientos, que se montaban en cajas de diversos diseños, a menudo con estilos similares a los de sus empresas suministradoras de movimientos. Parece que a partir de 1892 SWCC comenzó a fabricar sus propios mecanismos de relojería, ya que desde entonces todos llevan el sello "Self Winding Clock Co", mientras que los mecanismos anteriores llevaban las marcas de Seth Thomas o E. Howard.
La característica única de los relojes SWCC residía en su cuerda eléctrica. Su utilidad dependía de que se les diera cuerda de forma fiable cada hora. El motor de cuerda horaria era el elemento del reloj con mayor probabilidad de fallos. En unos 15 años, el diseño de los mecanismos SWCC experimentó una serie de modificaciones para mejorar su fiabilidad. Los primeros seis estilos diferentes incorporaban el motor de cuerda al mecanismo SWCC. El diseño final, denominado mecanismo "F" o mecanismo vibrador, supuso una mejora importante. Este mecanismo, con pequeñas modificaciones, se utilizó durante los siguientes 60 años. En este diseño, el motor demostró ser mucho más fiable y pasó a ser una parte integral del mecanismo, en lugar de estar añadido debajo de la mecánica del reloj. El motor del movimiento "F" empleaba un movimiento vibratorio ascendente y descendente para rebobinar el resorte principal, en lugar de un movimiento giratorio.
SWCC imprimía todos sus movimientos con números de serie, que se utilizaban con fines de inventario y se asignaban en orden ascendente. Es posible determinar aproximadamente la fecha de fabricación de un movimiento basándose en el número de serie. Los primeros movimientos "F" se fabricaron en 1898 y continuaron fabricándose hasta la década de 1940. Sin embargo, no es posible fechar automáticamente un reloj en particular por el número de serie del movimiento, dado que SWCC tenía la costumbre de intercambiar los movimientos de los relojes en lugar de repararlos y luego devolverlos al mismo reloj. Esto hace que rara vez se encuentre un reloj SWCC con su movimiento original. Los números de las etiquetas de identificación a menudo no coinciden con los números de serie del movimiento, ya que estas no se cambiaban al cambiar el movimiento. El número total de movimientos "F" fabricados podría ser confuso. Los números de serie más bajos rondan los 33.000 y los más altos, los 402.000. Existen grandes lagunas en la numeración y se calcula que probablemente se fabricaron alrededor de 200.000 movimientos.

## Servicio horario de la Western Union
La relación de la Self Winding Clock Company con Western Union (WU) comenzó con un acuerdo entre ambas compañías firmado en junio de 1889. Su objeto era la transmisión de señales horarias a través de líneas telegráficas de Western Union para sincronizar los relojes fabricados por SWCC. La compañía era propietaria de los relojes y la WU los instalaba y mantenía por una cuota mensual, que oscilaba entre 1,25 y 2,00 dólares por reloj. SWCC recibía un porcentaje del alquiler por proporcionar relojes a los clientes de WU. Si los mecanismos del reloj requerían reparaciones importantes, se enviaban a un taller de reparación de SWCC y WU instalaba un mecanismo de reemplazo en el reloj del cliente. La colaboración entre SWCC y WU finalizó en 1963 cuando, como parte de un acuerdo judicial, WU adquirió todos los relojes de alquiler de SWCC. A finales de la década de 1960, el negocio de servicios de relojería había agotado sus recursos y dejó de ser rentable. La mayoría de los relojes simplemente fueron abandonados.

## Diseños de relojes notables
Los relojes SWCC se utilizaban habitualmente en sistemas de sincronización horaria. Estos sistemas constaban de numerosos relojes conectados eléctricamente a un reloj maestro. La mayoría de estos sistemas se instalaban en empresas, fábricas, bancos, escuelas y universidades. Muchos ferrocarriles también dependían de los sistemas de sincronización horaria de SWCC. Algunos relojes se vendían individualmente, pero la mayoría formaban parte de sistemas de sincronización horaria. SWCC ofrecía numerosos diseños elegantes para sus relojes, que podían adquirirse para combinar con cualquier decoración. Se trataba básicamente de artículos de catálogo. Sin embargo, la firma instaló numerosos relojes y sistemas de relojes únicos, con la intención de que fueran elementos arquitectónicos muy importantes. Dos de las instalaciones más significativas fueron los relojes del Grand Central Terminal (entre los que se incluye el icónico reloj del kiosco de información, que cuenta con cuatro esferas de 24 pulgadas (61,0 cm) de diámetro y se instaló en 1913) y el enorme reloj de cuatro esferas y el sistema de iluminación de la Metropolitan Life Insurance Company Tower. Los dos relojes de la Grand Central Terminal y los relojes exteriores de la Metropolitan Life Insurance Tower eran solo una parte de los complejos sistemas de sincronización horaria. La Grand Central Terminal contaba con un reloj maestro que controlaba todos los relojes de la terminal. Por su parte, la compañía Metropolitan Life disponía de dos relojes maestros independientes. Uno controlaba los motores de los cuatro relojes exteriores, hacía sonar las campanas del campanario y controlaba el espectacular y complejo sistema de iluminación exterior. El otro reloj maestro, también fabricado por SWCC, controlaba 184 relojes esclavos situados por todo el edificio original. También se instalaron complejos sistemas sincronizados de la compañía en el Metro de Londres. La instalación en el ferrocarril subterráneo comenzó en 1905 y llegó a incluir unos 600 relojes SWCC.

## Galería

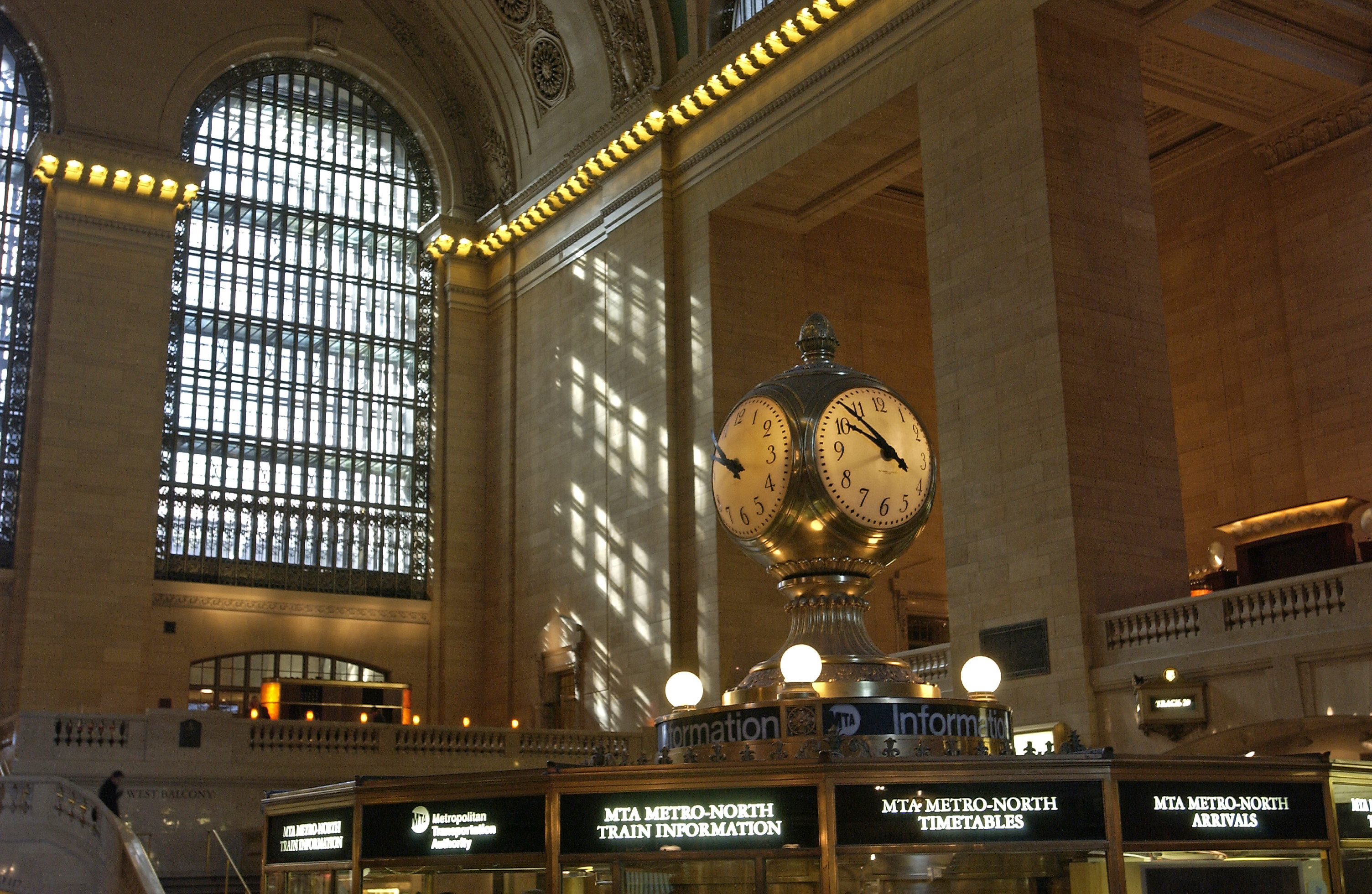
Reloj de cuatro diales en el vestíbulo principal de la Grand Central Terminal, instalado en 1913
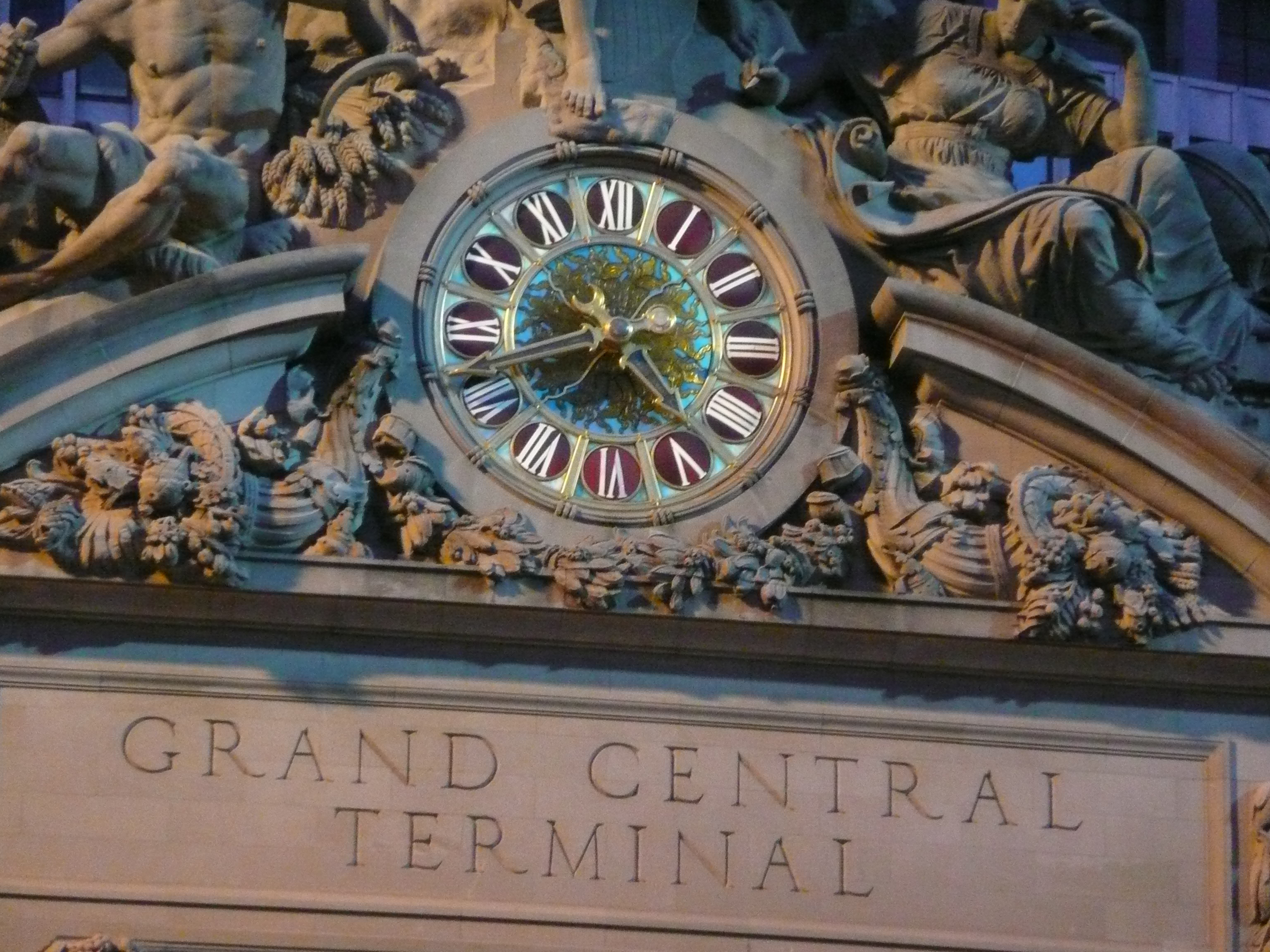
Reloj exterior de la Grand Central Terminal, instalado en 1913
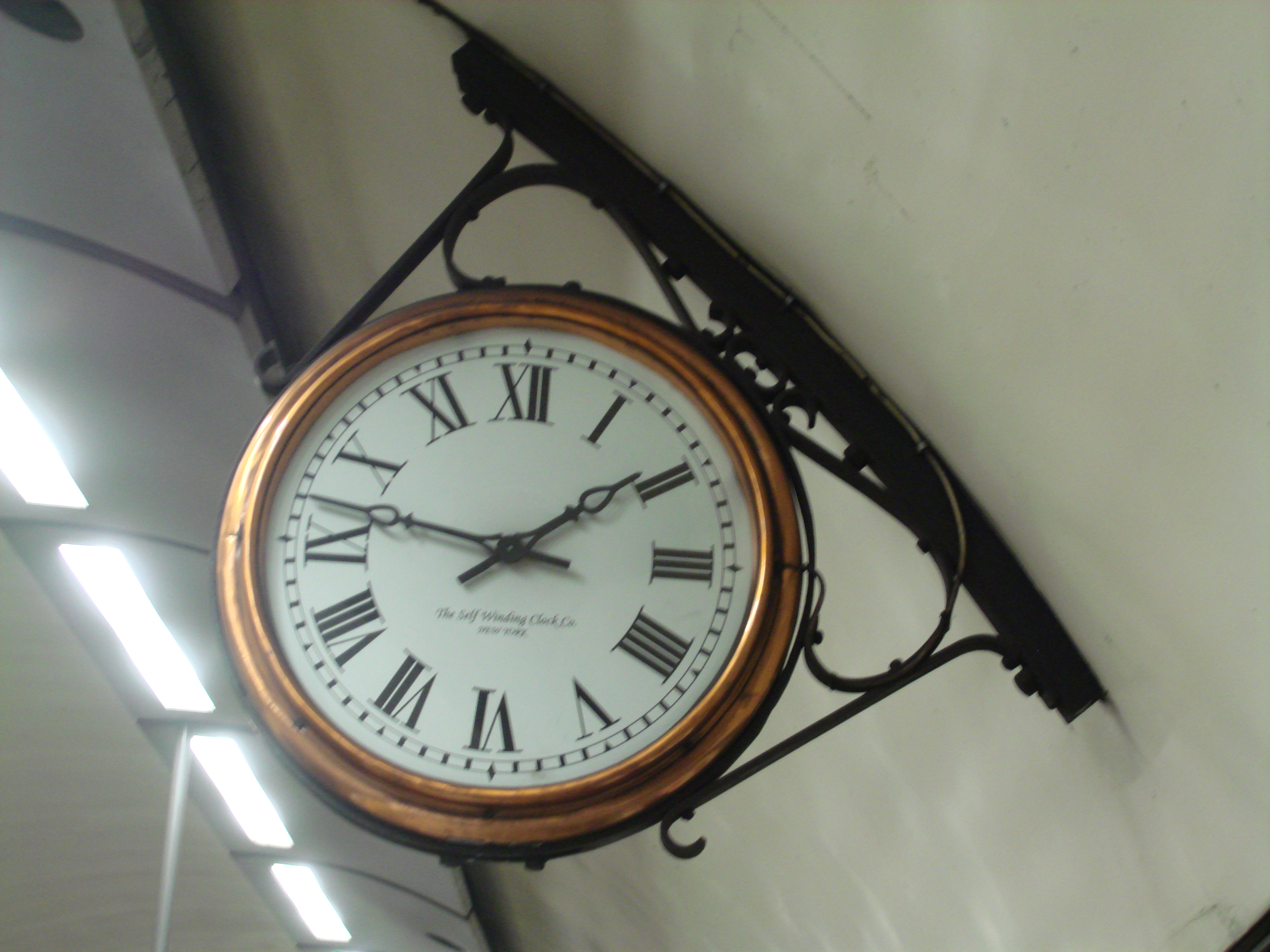
Reloj en la Estación de Tooting Bec
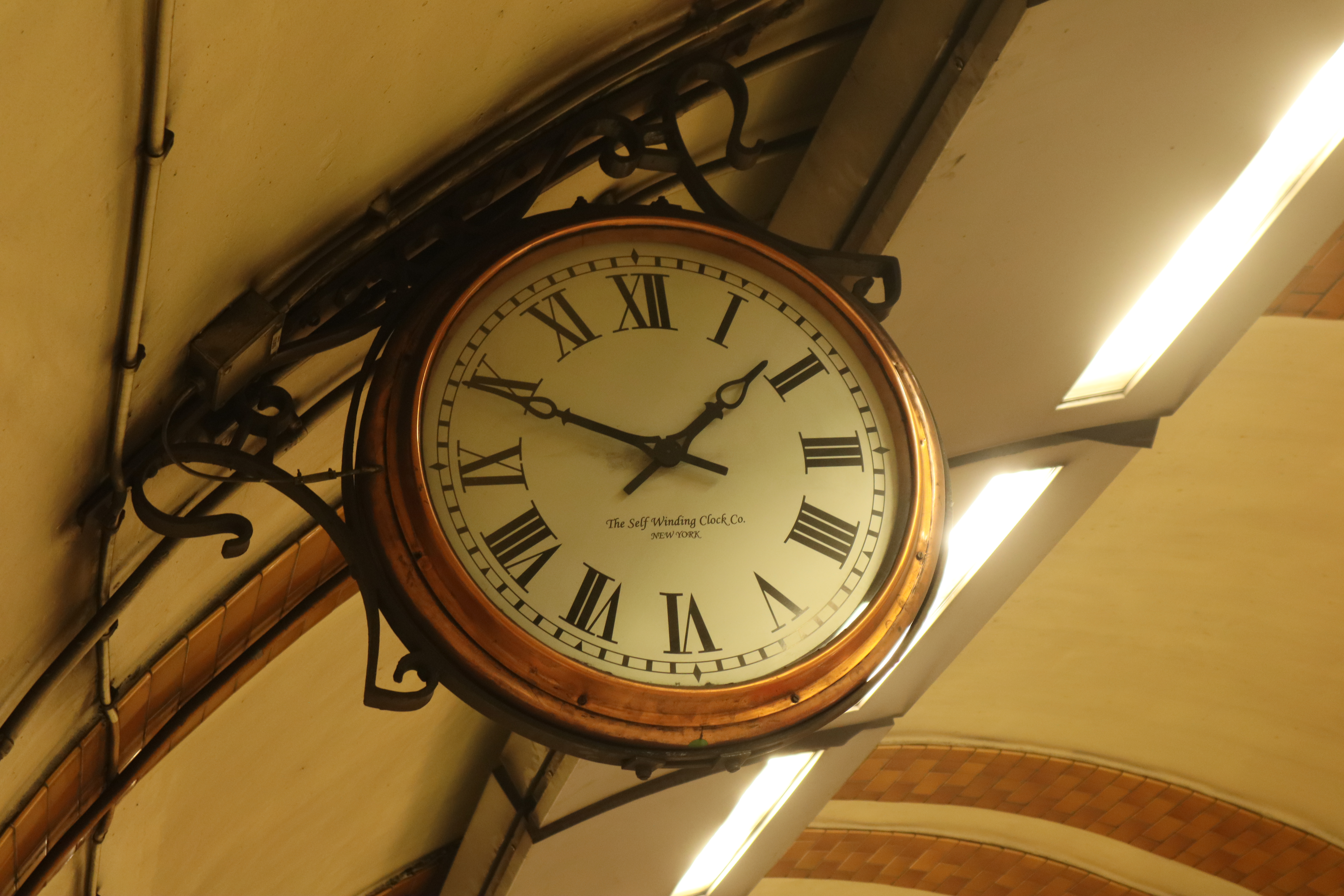
Reloj en la Estación del Metro en Tufnell Park